# Лаїко
Ла́їко (грец. λαϊκό, λαϊκό τραγούδι, досл. «пісня народу», «популярна пісня») — один з найпопулярніших стилів грецької музики, який сформувався із популяризацією ребетіко. Основу його складають лірика грецькою мовою та суто традиційні для греків мотиви. В останні роки жанр набув різних форм і дуже популярний серед сучасних грецьких музикантів. Водночас найбільший вплив лаїко на грецьку музику спостерігався у 1960-ті роки. Відтак попри те, що під лаїко нині розуміють популярну грецьку музику, у контексті ж найчастіше звертаються до періоду грецької пісні 1950–1980 років.

## Витоки жанру
Лаїко має дуже багату історію. Основою жанру послужили співочі балади візантійських військових поселенців Малої Азії — акритів, які вели довгу, безуспішну боротьбу із мігруючими тюркськими племенами. Ще на ранніх етапах свого існування в цьому типово середземноморському жанрі проявився вплив слов'янської, пізніше, ще помітніший вплив, циганської, арабської і особливо турецької музики. Схожі на лаїко музичні жанри сформувалися в результаті значного впливу східної музики у Румунії та навіть Португалії (фаду).
Жанр лаїко продовжував розвиватися і після падіння Візантії на території Османської імперії, зокрема в середовищі малоазійских греків-урумів. На початку 20 століття, після їх насильницького виселення з Туреччини, лаїко поширилися і в самій Греції, особливо в тих містах, де осіло значне число малоазійских мігрантів. Це, перш за все, Афіни та Салоніки. Незважаючи на їдку критику з боку офіційного керівництва держави та інтелігенції, які затаврували музику лаїко як «плебейську», вона швидко ширилася серед грецького народу в 60 — 70-х роках двадцятого століття.

## Ребетіко та елафро
До 1930-х років у грецькій музиці домінували два музичні жанри: грецька народна музика (дімотіко або клефтіко) і жанр пісні елафро (грец. ελαφρο, буквальний переклад — «світла пісня»). Остання була представлена ансамблями співаків, музикантів і сольних виконавців, таких як Клеон Тріантафіллу і Нікос Гунаріс. Це була грецька інтерпретація міжнародної популярної музики того часу. У 1930-ті роки перші записи ребетіко здійснили величезний вплив на грецьку музику загалом. Маркос Вамвакаріс заявив, що «ми були першими, хто записав лаїко (популярні) пісні». У наступні роки все популярніший жанр ребетіко — нині відомий як лаїко у більш вузькому контексті — став основною грецької музики.
| 1920 − 1960 роки - Клеон Тріантафіллу - Нікос Гунаріс - Тоні Марудас - Йоргос Музакіс - Міхаліс Суюл - Данаї Стратігопулу - Софія Вембо | 1930 — 1960 роки - Маркос Вамвакаріс - Маноліс Хіотіс - Роза Ескеназі - Васіліс Цицаніс - Янніс Папаіоанну - Панайотіс Тундас - Костас Скарвеліс |

## Класична лаїко
Класична музика лаїко стала провідним жанром популярної музики у Греції в 1960 і 1970 роках. Серед виконавців лаїко найбільше вирізнявся Стеліос Казандзидіс. Серед найзначніших композиторів і ліриків цього періоду були Йоргос Замбетас, Мікіс Теодоракіс та Манос Хадзідакіс, все ще дуже популярні Васіліс Цицаніс та Маноліс Хіотіс. Низка музикантів успішно поєднували традиції лаїко та інтехно, наприклад, композитори Ставрос Ксархакос, Міміс Плессас.
| - Васіліс Цицаніс - Маноліс Хіотіс - Манос Хадзідакіс - Йоргос Замбетас - Міміс Плессас - Мікіс Теодоракіс - Ставрос Куюмдзіс | - Грігоріс Бітікоціс - Панос Гавалас - Стеліос Казандзидіс - Дімітріс Мітропанос - Дукісса Фотара | - Марінелла - Вікі Мосхоліу - Янніс Пулопулос - Стратос Діонісіу - Толіс Воскопулос |

## Сучасна та новітня лаїко
Сучасна лаїко (грец. σύγχρονο λαϊκό) — основний стиль сучасної популярної грецької музики, що почав формуватися у 1980-ті роки. Основними ритмами (танцями) сучасної лаїко є нісіотіка, сирта, ребетіка, хасапіко, зейбекіко, калламатіанос і сиртакі. Серед визнаних авторів лірики сучасної лаїко Нікос Карвелас, Фівос, Нікос Терзіс, Йоргос Теофанус, Еві Друца.
Новітня лаїко (грец. νεότερο λαϊκό) — традиційна музика лаїко, поєднана із популярними західними музичними тенденціями, зокрема поп-музикою та роком. Невід'ємною частиною сучасної культури лаїка є піста (грец. πίστα) — танцпол. Бузукіа та скіладіко — грецькі клуби, які запрошують для виступів виконавців лаїко, спів останніх супроводжується грою на бузукі, гітарах та інших музичних інструментах. Існують радіо-станції, нічні клуби, у яких ді-джеї грають тільки лаїко, від середини 1990-х років лаїко у цьому контексті називають еллінадіка (грец. ελληνάδικα).

### Деякі виконавці
| - Пасхаліс Терзіс - Васіліс Карас - Янніс Котсирас - Нікос Портокалоглу - Нотіс Сфакіанакіс - Янніс Плутархос - Панос Кіамос - Антоніс Вардіс | - Антоніс Ремос - Міхаліс Хатзіянніс - Йоргос Мазонакіс - Анна Віссі - Деспіна Ванді - Наташа Теодоріду - Пеггі Зіна - Єлена Папарізу | - Кеті Гарбі - Пантеліс Пантелідіс - Нікос Ікономопулос |